# Wołost Luszczikskaja
Wołost Luszczikskaja (ros. Лющикская волость) – jednostka administracyjna (osiedle wiejskie) wchodząca w skład rejonu bieżanickiego w оbwodzie pskowskim w Rosji.
Centrum administracyjnym osiedla jest wieś (ros. деревня, trb. dieriewnia) Luszczik.

## Geografia
Powierzchnia osiedla wynosi 180,1 km².

## Historia
26 stycznia 1995 roku wszystkie sielsowiety obwodu pskowskiego zostały przemianowane na wołostie, co skutkowało również powstaniem wołosti Luszczikskaja. Na mocy ustawy z dnia 28 lutego 2005 r. wołost zyskała status osiedla wiejskiego.

## Demografia
W 2020 roku osiedle wiejskie zamieszkiwało 1022 mieszkańców.

## Miejscowości
W skład jednostki administracyjnej wchodzą 54 dieriewnie (Luszczik, Amszaga, Bolszaja Rudnica, Bolszoje Gagrino, Borok, Brylino, Chriapjewo, Fiedźkowo, Fiediakowo, Fiedowo, Fieszkowo, Filino, Fińkowo, Głodowo, Gora, Grudinowo, Ignaszowo, Iwachnowo, Jachnowo, Juszkowy Sieła, Kalinino, Kleskino, Koromysłowo, Koskino-1, Koskino-2, Lifanowo, Lipowiec Gorskij, Lipowiec Zawieszczewskij, Łatkowo, Łużnica, Makarino, Małoje Gagrino, Maszkowo, Pawłowo, Pierchowo, Pietieszkino, Podsosonje, Raboczij Posiołok, Rodioszkowo, Rogolewo, Saprygino, Sieriaki, Smienowo, Susłowo, Sysojewo, Szaszanowo, Szuncewo, Uspienje, Wierchowinino, Zachod, Zachod Gorskij, Zaleszje, Zapolje, Zawieszczewje).